# Еври Грежи сир Јер
Еври Грежи сир Јер (фр. Evry-Grégy-sur-Yerre) је насељено место у Француској у региону Париски регион, у департману Сена и Марна.
По подацима из 2011. године у општини је живело 2485 становника, а густина насељености је износила 129,97 становника/km².

## Демографија
| 1962. | 1968. | 1975. | 1982. | 1990. | 2011. |
| ----- | ----- | ----- | ----- | ----- | ----- |
| 713   | 736   | 805   | 1.605 | 1.830 | 2.485 |